# Cerebro aislado

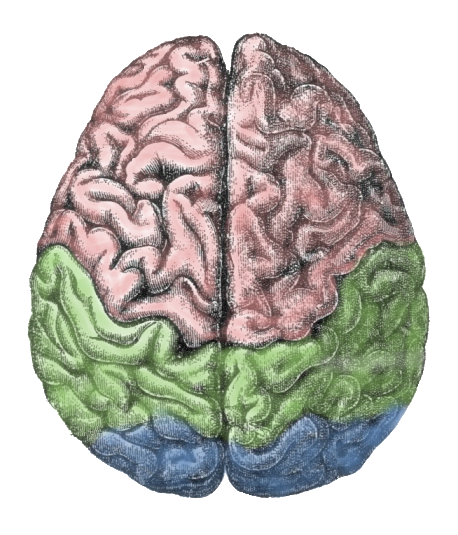
El cerebro humano con sus lóbulos resaltados

Un cerebro aislado es un cerebro mantenido vivo in vitro, ya sea por perfusión o con un sustituto sanguíneo, a menudo una solución oxigenada de diversas sales, o sumergiéndolo en líquido cefalorraquídeo (LCR) artificial oxigenado. Es el equivalente biológico del filosófico «cerebro en una cubeta». Un concepto relacionado, la unión del cerebro o la cabeza al sistema circulatorio de otro organismo, se denomina trasplante de cerebro o trasplante de cabeza. Sin embargo, un cerebro aislado se suele unir a un dispositivo de perfusión artificial en lugar de a un cuerpo biológico.
Los cerebros de muchos organismos diferentes se han mantenido vivos in vitro durante horas, o en algunos casos, días. El sistema nervioso central de los invertebrados suele mantenerse con facilidad, ya que necesitan menos oxígeno y lo obtienen en mayor medida del LCR; por esta razón, sus cerebros se mantienen más fácilmente sin perfusión. Los cerebros de los mamíferos, por otro lado, tienen un grado mucho menor de supervivencia sin perfusión, por lo que se suele utilizar un perfundido sanguíneo artificial.
Por razones metodológicas, la mayoría de las investigaciones sobre cerebros aislados de mamíferos se han realizado con cobayas. Estos animales tienen una arteria basilar significativamente mayor que la de ratas y ratones, lo que facilita considerablemente la canulación (para el aporte de LCR).

## Historia
- 1812 – César Julien Jean Legallois (también conocido como Legallois) propuso la idea original de resucitar cabezas cortadas mediante el uso de transfusiones de sangre.[6][7]
- 1818 – Mary Shelley publicó Frankenstein, o el moderno Prometeo.
- 1836 – Astley Cooper demostró en conejos que la compresión de las arterias carótidas y vertebrales provoca la muerte del animal; estas muertes pueden prevenirse si se restablece rápidamente la circulación de sangre oxigenada al cerebro.[8]
- 1857 – Charles Brown-Séquard decapitó a un perro, esperó diez minutos, conectó cuatro tubos de goma a los troncos arteriales de la cabeza e inyectó sangre oxigenada con una jeringa. Dos o tres minutos después, se reanudaron los movimientos voluntarios de los ojos y los músculos del hocico. Tras la interrupción de la transfusión de sangre oxigenada, los movimientos cesaron.[9]
- 1884 – Jean Baptiste Vincent Laborde realizó lo que parece ser el primer intento registrado de revivir las cabezas de criminales ejecutados conectando la arteria carótida de la cabeza humana cercenada con la arteria carótida de un perro grande. Según el relato de Laborde, en experimentos aislados se logró una restauración parcial de la función cerebral.[10]
- 1912 – Corneille Heymans mantuvo la vida en la cabeza de un perro aislado conectando la arteria carótida y la vena yugular de la cabeza cercenada con las de otro perro. La función parcial de la cabeza cercenada se mantuvo durante unas horas.
- 1928 – Sergey Bryukhonenko demostró que era posible mantener la vida en la cabeza cortada de un perro conectando la arteria carótida y la vena yugular a un sistema de circulación artificial.[11][12][13]
- 1963 – Robert J. White aisló el cerebro de un mono y lo adhirió al sistema circulatorio de otro animal.[14]
- 1993 – Rodolfo Llinás aisló el cerebro de un conejillo de indias en un sistema de profusión fluídica in vitro, que sobrevivió alrededor de 8 horas e indicó que los potenciales de campo fueron similares a los descritos in vivo.[15]

- 2023 – En un estudio centrado en el mantenimiento de la función cerebral porcina, un grupo de investigadores del Centro Médico de la Universidad de Texas Southwestern logró un experimento exitoso de aislamiento cerebral in vivo. Los investigadores desarrollaron un sistema de control circulatorio pulsátil extracorpóreo (EPCC). Este sistema permitió la regulación independiente de la hemodinámica cerebral, distinta de la circulación sistémica del cuerpo. Mediante la alteración quirúrgica del flujo sanguíneo a la cabeza del cerdo y el empleo de un algoritmo informático, el experimento buscó replicar la presión arterial, el flujo y la pulsatilidad naturales. Los resultados mostraron que, bajo EPCC, la actividad cerebral, la oxigenación cerebral, la presión, la temperatura y la estructura microscópica permanecieron prácticamente sin cambios o mínimamente perturbadas durante varias horas, en comparación con el estado circulatorio normal. Este resultado destaca la viabilidad de estudiar la actividad neuronal y su manipulación circulatoria de forma aislada del resto del organismo.[16]

## En filosofía
En filosofía, el «cerebro en una cubeta» se refiere a una variedad de experimentos mentales destinados a extraer ciertas características de las ideas sobre el conocimiento, la realidad, la verdad, la mente y el significado. Una versión contemporánea del argumento original de Descartes en Meditaciones sobre la filosofía primera (es decir, que no podía confiar en sus percepciones debido a que un demonio maligno podría, posiblemente, controlar todas sus experiencias), el «cerebro en una cubeta» es la idea de que un cerebro puede ser engañado para que haga cualquier cosa cuando se le suministran los estímulos adecuados.
Esta idea, inherentemente filosófica, se ha convertido en un elemento básico de muchas historias de ciencia ficción, muchas de las cuales involucran a un científico loco que podría extraer el cerebro de una persona, suspenderlo en un tanque de líquido vital y conectar sus neuronas mediante cables a una supercomputadora que le proporcionaría impulsos eléctricos idénticos a los que el cerebro recibe normalmente. Según estas historias de ciencia ficción, la computadora simularía una realidad virtual (incluyendo respuestas apropiadas a la propia salida del cerebro) y la persona con el cerebro "sin cuerpo" continuaría teniendo experiencias conscientes perfectamente normales, sin que estas estuvieran relacionadas con objetos o eventos del mundo real.
Ningún artículo de investigación en una revista académica ni ninguna otra fuente fiable ha reportado un procedimiento similar en humanos. Además, la capacidad de enviar señales eléctricas externas al cerebro, de un tipo que este pueda interpretar, y la capacidad de comunicar pensamientos o percepciones a cualquier entidad externa por cable, está muy por encima de la tecnología actual.

## Crecimiento
En 2004, Thomas DeMarse y Karl Dockendorf crearon un «control de vuelo adaptativo con redes neuronales vivas sobre conjuntos de microelectrodos».
Equipos del Instituto Tecnológico de Georgia y la Universidad de Reading han creado entidades neurológicas integradas en el cuerpo de un robot. El cerebro recibe información de los sensores del cuerpo del robot y la información resultante proporciona las únicas señales motoras del robot.

## En la ficción
El concepto de un cerebro en un frasco (o un cerebro en un recipiente) es un tema común en la ciencia ficción.
- La historia de Louis Ulbach "Le Prince Bonifacio" (1860) presenta escenas sobre un cerebro incorpóreo.[21][22]
- En la historia de Dick Donovan "Some Experiments with a Head" (1889), la cabeza de un hombre guillotinado es reanimada por la electricidad.[23]
- En la historia de Carl Grunert "Mr. Vivacius Style" (1908), la cabeza cortada de un periodista revive en un laboratorio.[24]
- En la novela de Raymond Roussel Locus Solus (1914), los tejidos de la cabeza de George Danton reproducen los discursos que había pronunciado antes de su ejecución.[25]
- En el cuento de E. F. Benson And the Dead Spake... (1922), el cerebro de un ama de llaves está conectado a un gramófono.[26]
- Un cerebro aislado obtiene poderes psíquicos en el cuento "The Brain in the Jar" (1924), de Norman Elwood Hammerstrom y Richard F. Searight.[27]
- En la novela de Alexander Beliaev Professor Dowell's Head (1925), el profesor Dowell descubre una forma de mantener vivas las cabezas de los muertos e incluso darles nuevos cuerpos. Después de su muerte, el propio Dowell se convierte en objeto de tal experimento.[28]
- En la novela de Guy Dent Emperor of the If (1926), un cerebro aislado (anteriormente perteneciente a un verdulero) tiene el poder de crear realidades alternativas.[29]
- Los alienígenas Mi-go en los Mitos de Cthulhu de H. P. Lovecraft, que aparecieron por primera vez en la historia El que susurra en la oscuridad (1931), pueden transportar humanos de la Tierra a Plutón (y más allá) y viceversa extrayendo el cerebro del sujeto y colocándolo en un "cilindro cerebral", que se puede conectar a dispositivos externos para permitirle ver. oír y hablar.[30]
- En la serie de novelas de Edmond Hamilton Capitán Futuro (1940), el personaje del profesor Simon Wright es un cerebro humano que vive en una caja transparente.[31]
- En El cerebro de Donovan, la novela de ciencia ficción de 1942 de Curt Siodmak (filmada tres veces en diferentes versiones: 1944, 1953 y 1962), el cerebro de un millonario despiadado se mantiene vivo en un tanque donde crece a proporciones y poderes monstruosos.[32]
- La última novela de la Trilogía cósmica de C.S. Lewis's, Esa horrible fortaleza (1945),  utiliza el cerebro aislado de François Alcasan, un radiólogo argelino guillotinado por asesinato, como dispositivo de la trama. En algún momento de la novela, se revela que la cabeza perfundida artificialmente de Alcasan se usa para permitir que la inteligencia maligna se comunique directamente con los humanos.[33]
- En el cuento de Roald Dahl's William and Mary (1960), después de la muerte de William, su cerebro se mantiene vivo en un corazón artificial..[34]
- En la novela de Madeleine L'Engle's Una arruga en el tiempo (1963), el personaje IT es un cerebro telepático incorpóreo que domina el planeta de Camazotz.[35]
- En la novela corta de Cordwainer Smith The Boy Who Bought Old Earth (1963, también publicada como The Planet Buyer, y luego incluida en la novela más larga Norstrilia en 1975), el protagonista Rod McBan es "astuto": su cabeza está en escabeche, su cuerpo deshidratado y liofilizado, y todo reconstituido en su destino, para el tránsito en clase económica interestelar.[36]
- En la novela de Frank Herbert Destination Void (1966), una nave espacial está controlada por un cerebro humano incorpóreo llamado Núcleo Mental Orgánico.[37]
- The Ruinators, más tarde conocidos como los Demiurges, son la sociedad alienígena inmensamente cyborgizada en Humans as Gods, la trilogía de ciencia ficción de 1966-1977 de Sergey Snegov. Utilizan los cerebros aislados de las especies altamente inteligentes de los Galaxians como supercomputadoras orgánicas a cargo de las Estaciones Métricas, la estructura de defensa militar primaria y más secreta del Imperio de los Ruinadores. Los cerebros están siendo extraídos de los bebés de los prisioneros y cultivados artificialmente en las esferas llenas del líquido nutritivo. Entre los personajes más importantes de la segunda y tercera novela se encuentra el Cerebro del Tercer Planeta, más tarde conocido como Vagabundo o Voz, que de alguna manera ha desarrollado la conciencia de sí mismo y luego se rebeló contra los Ruinators. Debido al ferviente deseo del Vagabundo por una vida de los encarnados, el Cerebro ha sido puesto quirúrgicamente en el cuerpo de un dragón, cuyo cerebro inherente fue destruido en una batalla reciente. Vagrant disfrutó de la vida de un dragón sensible durante algunas décadas después de eso, hasta que el cuerpo se volvió demasiado senil, y en el umbral de la muerte del dragón, el cerebro fue extraído nuevamente para asumir el control de una nave estelar.[38][39]
- En la novela Gray Matters (1971) de William Hjortsberg, el protagonista y sus conocidos son cerebros incorpóreos, conservados bajo tierra después de una guerra nuclear.[40]
- En la novela de P. C. Jersild A Living Soul (1980), a cerebro humano vive en un acuario y es objeto de experimentos médicos.[41]
- En Legends of Dune (2002–2004), una trilogía de precuelas de la novela Dune escrita por Brian Herbert y Kevin J. Anderson, los cymeks son cerebros incorpóreos que usan cuerpos robóticos.[42]

### Televisión
- El episodio de Outer Limits The Brain of Colonel Barham detalla la historia de un astronauta moribundo, el Coronel Barham. Se decide separar su cerebro de su cuerpo y mantenerlo con vida mediante implantes neuronales que lo conectan a entradas y salidas visuales y auditivas para la misión. Pero sin cuerpo, el cerebro se vuelve extremadamente poderoso y megalómano.[43]
- Los cerebros aislados también aparecen en The Wild Wild West. En el episodio The Night of the Druid's Blood, uno de los antiguos tutores de James West es asesinado, y West descubre que es el Dr. Tristam quien ha extraído los cerebros de los cuerpos y los obliga a trabajar para él. Finalmente, West logra comunicar a los cerebros aislados que si todos trabajan juntos pueden destruir al Dr. Tristam y lograr la paz.[44]
- Los cerebros aislados también aparecieron en Star Trek. En el episodio Los Jugadores de Triskelion, los Proveedores son cerebros incorpóreos que secuestran individuos para obligarlos a luchar entre sí. Más tarde, en el episodio El Cerebro de Spock, un nativo del sistema Sigma Draconis le extrae el cerebro para que actúe como Controlador Eymorg. Gracias a la fisiología vulcana, el cuerpo de Spock permanece vivo. La tripulación de la Enterprise sigue un rastro de iones hasta Sigma Draconis VI, donde, utilizando el conocimiento del Eymorg, el Dr. Leonard McCoy restaura el cerebro de Spock.[45]
- En la serie de Doctor Who de la década de 1970, The Brain of Morbius, Solon, autoridad en técnicas microquirúrgicas, trasplanta el cerebro de Morbius a una carcasa cilíndrica cerebral translúcida artificial.[46] Además, en la serie moderna de Doctor Who (2005-presente), los antagonistas recurrentes, conocidos como los Cybermen, se presentan como cerebros humanos (en La Pandórica se abre, una cabeza humana completa) encerrados en exoesqueletos mecánicos, conectados por un sistema nervioso artificial; esto se hace ostensiblemente como una "mejora" del cuerpo humano, comparativamente frágil, a un caparazón mucho más resistente y duradero. Otro grupo de enemigos modernos de Doctor Who, los Toclafane, se reveló como cabezas humanas encerradas en esferas voladoras armadas, las formas finales de humanos del futuro lejano que recurrieron a medidas desesperadas para sobrevivir a las condiciones de la inminente muerte térmica del universo. En los episodios de Doctor Who El fin del mundo y Nueva Tierra, Lady Cassandra es un cerebro aislado unido a un lienzo de piel con rostro.[47]
- El episodio de la Mujer Maravilla "El cerebro de Gault" presenta el clásico "cerebro en un recipiente".[48]
- Un observador del Mystery Science Theater 3000 lleva su cerebro en una placa de Petri.[49]
- La serie de televisión de ciencia ficción LEXX incluye una cabeza robótica que contiene tejido cerebral humano. Además, cada vez que el cuerpo de la Sombra Divina muere, su cerebro es extraído y colocado en un dispositivo que le permite hablar y se conserva con el resto de los Predecesores Divinos.[50]
- En la serie animada Futurama, se han logrado numerosos avances tecnológicos para el siglo XXXI. En la serie, la capacidad de mantener vivas las cabezas en frascos fue inventada por Ron Popeil (quien tiene un cameo como invitado en " Un Gran Pedazo de Basura "), lo que ha dado lugar a que muchas figuras políticas y celebridades del siglo XXI sigan activas; esta era la forma en que los guionistas presentaban y se burlaban de las celebridades. En " El Día que la Tierra se Volvió Estúpida ", el Gran Cerebro, un cerebro aislado y líder de los Engendros Cerebrales, es burlado por Fry. Los discípulos del Gran Cerebro han estado intentando atontar a toda forma de vida que encuentran para poder robar todos los datos del universo y almacenarlos en la infosfera.[51]
- En la serie animada Evil Con Carne, el protagonista, Héctor Con Carne, quedó reducido a un cerebro y un estómago en dos frascos. Ambos se mueven y hablan, incluso sin frascos. El cerebro de Héctor a veces controla al oso Boskov, mientras que su estómago digiere parte de su comida.[52]
- La serie web de 2011 The Mercury Men presenta un cerebro en un frasco ("The Battery") que puede comunicarse telepáticamente y a través de dispositivos similares a walkie-talkies y se revela que controla a los "hombres de mercurio" para un plan catastrófico para destruir la Tierra.[53][54][55]

### Cine

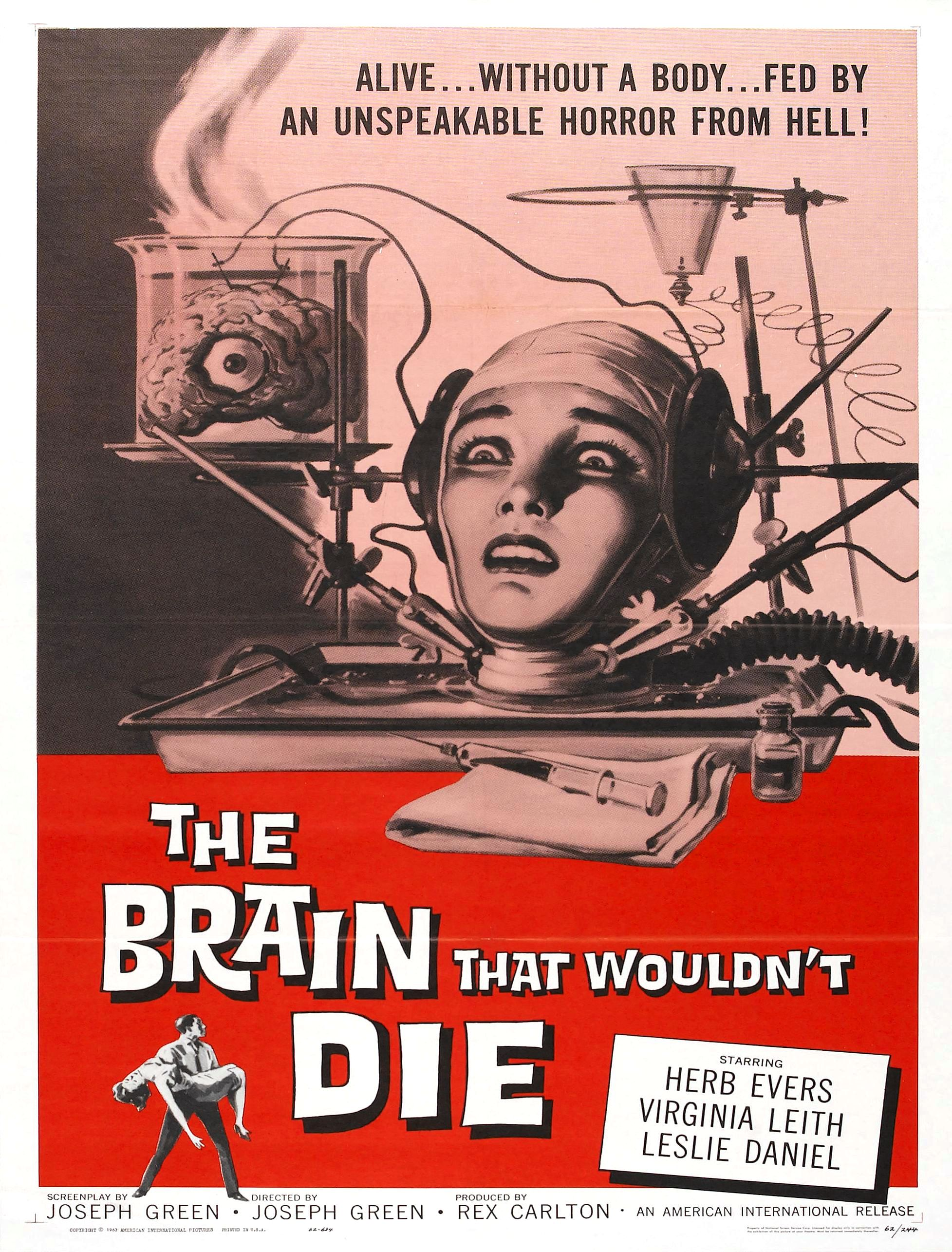
Un cerebro monstruoso en un frasco, en un cartel de The Brain That Wouldn't Die

- En The Man with Two Brains (1983), el protagonista, el neurocirujano pionero Michael Hfuhruhurr, se enamora de un cerebro incorpóreo que se comunica con él telepáticamente.[56]
- En Blood Diner (1987), dos hermanos caníbales reviven el cerebro (aislado) de su tío para ayudarlos en su misión de devolverle la vida a la diosa Shitaar, de cinco millones de años. El cerebro de su tío les ordena recolectar las partes necesarias para resucitarla: vírgenes, diversas partes del cuerpo y los ingredientes para un "bufé de sangre".[57]
- En RoboCop 2 (1990), el cerebro, los ojos y gran parte del sistema nervioso del narcotraficante de Detroit, Cain, son extraídos por agentes de la OCP para usarlos en sus planes de crear un cíborg mejorado para "RoboCop 2". Estos sistemas se almacenan en una cuba poco después de la cirugía, donde Cain, incorpóreo, aún puede ver cómo se desechan los restos de su antiguo cuerpo antes de ser colocado en el esqueleto robótico adaptado.[58]
- El científico loco de la película francesa La ciudad de los niños perdidos (1995) tiene un "cerebro en un tanque" como compañero.[59]
- En Crank: High Voltage (2009), la cabeza de Ricky Verona se mantiene viva en un tanque para que pueda ver a su hermano matar a su enemigo.[60]
- En Pacific Rim Uprising (2018) un cerebro se mantiene vivo por medios artificiales como una forma para que los nuevos pilotos de Jaeger practiquen el drifting.[61]

### Historietas
- En More Fun Comics #62 (diciembre de 1940), Spectre luchó contra un cerebro humano en un tanque que había desarrollado enormes poderes, se había vuelto móvil y le había crecido un brazo.
- El villano de DC Comics Hfuhruhurr, un enemigo de Superman, extrae y preserva los cerebros de otros como parte de la Unión, creyendo que hacerlo les dará una forma de inmortalidad.

### Anime y manga
- Muchas personas en la franquicia de manga y anime Ghost in the Shell poseen cibercerebros, que pueden sostener un cerebro humano modificado dentro de un cuerpo cibernético indefinidamente.[62]
- Uno de los principales antagonistas de la serie de anime Psycho-Pass, el Sistema Sibyl, es una organización secreta de antiguos criminales que, al unirse al grupo, les extrajeron quirúrgicamente el cerebro de sus cuerpos y lo colocaron dentro de contenedores de vidrio en un complejo subterráneo, desde donde vigilaban a los ciudadanos del país.[63]

### Juegos de vídeo
- En la serie de juegos Fallout, se utilizan cerebros aislados para controlar robots llamados "Robobrains".[64] En el contenido descargable Old World Blues del videojuego Fallout: New Vegas, un grupo de científicos, conocido como el "Think Tank", tiene una versión más avanzada de la tecnología.[65]
- El videojuego Cortex Command gira en torno a la idea de separar los cerebros de los cuerpos físicos y utilizarlos para controlar unidades en el campo de batalla.[66]
- El cerebro madre del juego Metroid.[34]
- En Streets of Rage 3, el Sr. X ahora es un cerebro en un frasco que lucha controlando un robot llamado Robot Y, conocido como Neo X en la versión japonesa.[67]
- En The Evil Within, el cerebro de Ruvik, el antagonista del juego, es extraído y colocado en suspensión in vitro para operar STEM.[68]
- En el DLC Overture de Lies of P, hay una minimisión que sigue a un personaje que finalmente se revela como un cerebro en una cubeta.[69]

### Otros
- Una nave cerebral es un concepto ficticio de nave interestelar. Una nave cerebral se construye insertando el cerebro y el sistema nervioso incorpóreos, o un cuerpo deformado, de un ser humano en un sistema de soporte vital y conectándolo quirúrgicamente a una serie de computadoras mediante delicadas conexiones sinápticas (una interfaz cerebro-computadora ). El cerebro "siente" la nave (o cualquier otro periférico conectado) como parte de su propio cuerpo. Un ejemplo es la colección de relatos The Ship Who Sang (1969),[70] de la autora de ciencia ficción Anne McCaffrey, que trata sobre la nave cerebral Helva. Mr. Spaceship (1959) es un relato anterior de Philip K. Dick sobre una nave cerebral.[71]
- Los Monjes B'omarr,[72] del universo de Star Wars, se extirpaban quirúrgicamente el cerebro y continuaban su existencia como un cerebro en un frasco. Creen que aislarse de la civilización y de toda distracción corpórea conduce a la iluminación. En El Retorno del Jedi, uno de estos monjes es la criatura arácnida que pasa junto a C-3PO al entrar en el Palacio de Jabba.[73]
- Krang de las Tortugas Ninja Adolescentes Mutantes.[74]
- El suplemento del juego Advanced Dungeons &amp; Dragons,Compendio Monstruoso MC15: Ravenloft Apéndice II: Hijos de la Noche (1993), presenta a Rudolph Von Aubrecker, un cerebro viviente y personaje villano. La idea se republicó como un cerebro en un frasco en la tercera edición de Libris Mortis (2004)  y la cuarta edición en los libros de D&D Open Grave (2009). Tyler Linn, de Cracked.com, identificó el cerebro en un frasco como uno de los "15 Monstruos Idiotas de Dungeons & Dragons" en 2009, con humor: "...Es un cerebro en un frasco. ¡Joder, dale una patada! ¿Quién se va a enterar?" [75] Los cerebros ancianos, que dirigen la fuerza de la raza ilícida en el juego, también son gigantescos cerebros incorpóreos con poderosos poderes psiónicos que flotan en un tanque.[76]